# Haidar Haidar
Haidar Haidar (in arabo حيدر حيدر‎?; Husayn al-Baher, 1936 – Tartus, 5 maggio 2023) è stato uno scrittore e attivista siriano.

## Biografia
Haidar Haidar nacque nel 1936, nel villaggio di Husayn al-Bahr Tartus, dove ricevette l'educazione primaria. Dopo aver completato gli studi nella città di Tartus, nel 1951, entrò a far parte dell'Istituto dei Docenti Educativi di Aleppo, laureandosi nel 1954. Nel secondo anno di studi, stimolato dal suo professore di arabo e da alcuni amici, cominciò a scrivere il suo primo racconto, Madara, pubblicato nelle pagine di una rivista locale di Aleppo.
Alla fine degli anni 50, il clima politico in Siria era molto turbolento, caratterizzato da organizzazioni e colpi di stato, posteriori all'Indipendenza. La vita politica nazionale fu coinvolta nel caos e nella confusione, dopo la sconfitta militare in Palestina, l'inizio dell’istituzione del progetto sionista e il sorgere dell'entità israelita. Haidar fece parte del movimento arabo-unionista e si unì così al resto dei suoi colleghi e compagni, oltre al lavoro di docente nell'Istituto.
Dopo che conseguì la laurea e prese la cattedra dell'Istituto per dieci anni, si trasferì a Damasco. Qui in quel periodo era presente la Kabab, un movimento culturale attivo di intellettuali. A Damasco, cominciò a pubblicare storie nei giornali, tra cui il diario libanese delle arti che divenne il progetto più importante, nel quale scrisse le sue prime storie che vennero poi pubblicate nel gruppo di Hayaas al-Nawras al-Muhajir, nel 1968.
Il romanzo Walima āʿshāb al-baḥr ("Una festa per le alghe marine") fu proibito in vari paesi arabi e provocò una reazione di rabbia tardiva da parte del clero dell'Università di al-Azhar, dopo la ristampa in Egitto nel 2000. Il "clero" emise un Fatwā che proibì il romanzo e accusò Haidar di eresia e offesa all'Islam. Gli studenti dell'Università di al-Azhar organizzarono grandi proteste contro la decisione presa sul romanzo, tanto da riuscire a riscattare il libro, dalle accuse del "clero".

## Opera

### Romanzi
- al-Fahd (الفهد) Il leopardo, 1968.
- al-Zaman al-mūḥīsh (الزمن الموحش) Tempo selvaggio, 1973.
- Marāya al-nār (مراي* Walīma li-aʿshāb al-baḥr (وليمة لأعشاب البحر) Una festa per le alghe marine, 1983.

ا النار) Specchio di Fuoco.
- Shumūs al-ghajar (شموس الغجر) I soli dei gitani, 1996.
- Ḥaql Urjūwān (حقل أرجوان) Campo Porpora, 2000.
- Marāthi al-ayyām (مراثي الأيام), Le elegie dei giorni, 2001.

### Racconti brevi
- Hikāya al-nawras al-muhājir (حكايا النورس المهاجر) Racconti di un gabbiano migratorio, 1968.
- al-Wamdh (الومض) Intermittente, 1970.
- al-Fayaḍān (الفيضان) La inondazione, 1975.
- al-Wuʿūl (الوعول) Il Iberis[non chiaro], 1978.
- al-Tamawujāt (التموجات) Ondulazioni, 1982.
- Ghasaq al-āliha (غسق الآلهة) Il tramonto degli dèi, 1994.

### Altre pubblicazioni
- Kŭbūtshī (كبوتشي) biografia di Hilarion Capucci, 1978.
- Awraq al-manfā (أوراق المنفى) Carte dell’esilio, 1993.
- ʿUlūmunā (علومنا) Le nostre scienze.